# Gare d’Épouville
Gare d’Épouville vasútállomás Franciaországban, Épouville településen.

## Vasútvonalak
Az állomást az alábbi vasútvonalak érintik:
- Havre-Graville–Tourville-les-Ifs-vasútvonal

## Kapcsolódó állomások
A vasútállomáshoz az alábbi állomások vannak a legközelebb:
- Gare de Montivilliers
- Gare de Rolleville